# Asplenium holophlebium
Asplenium holophlebium är en svartbräkenväxtart som beskrevs av Bak. Asplenium holophlebium ingår i släktet Asplenium och familjen Aspleniaceae. Inga underarter finns listade.